# Лофоцереус
Лофоцереус (лат. Lophocereus) — род суккулентных растений семейства Кактусовые (Cactaceae), произрастающий на территории Мексики и США (Аризона). На 2023 год, включает 3 вида.

## Название
Родовое латинское название Lophocereus происходит от др.-греч. λόφος, lóphos — «гребень» и названия рода Cereus — Цереус (от лат. cereus — «восковой» или «восковая свеча». Это название относится к особенности растения – длинным щетинистым пучкам колючек, которые встречаются только на зрелых репродуктивных стеблях.
Русскоязычное название является транслитерацией латинского.

## Описание

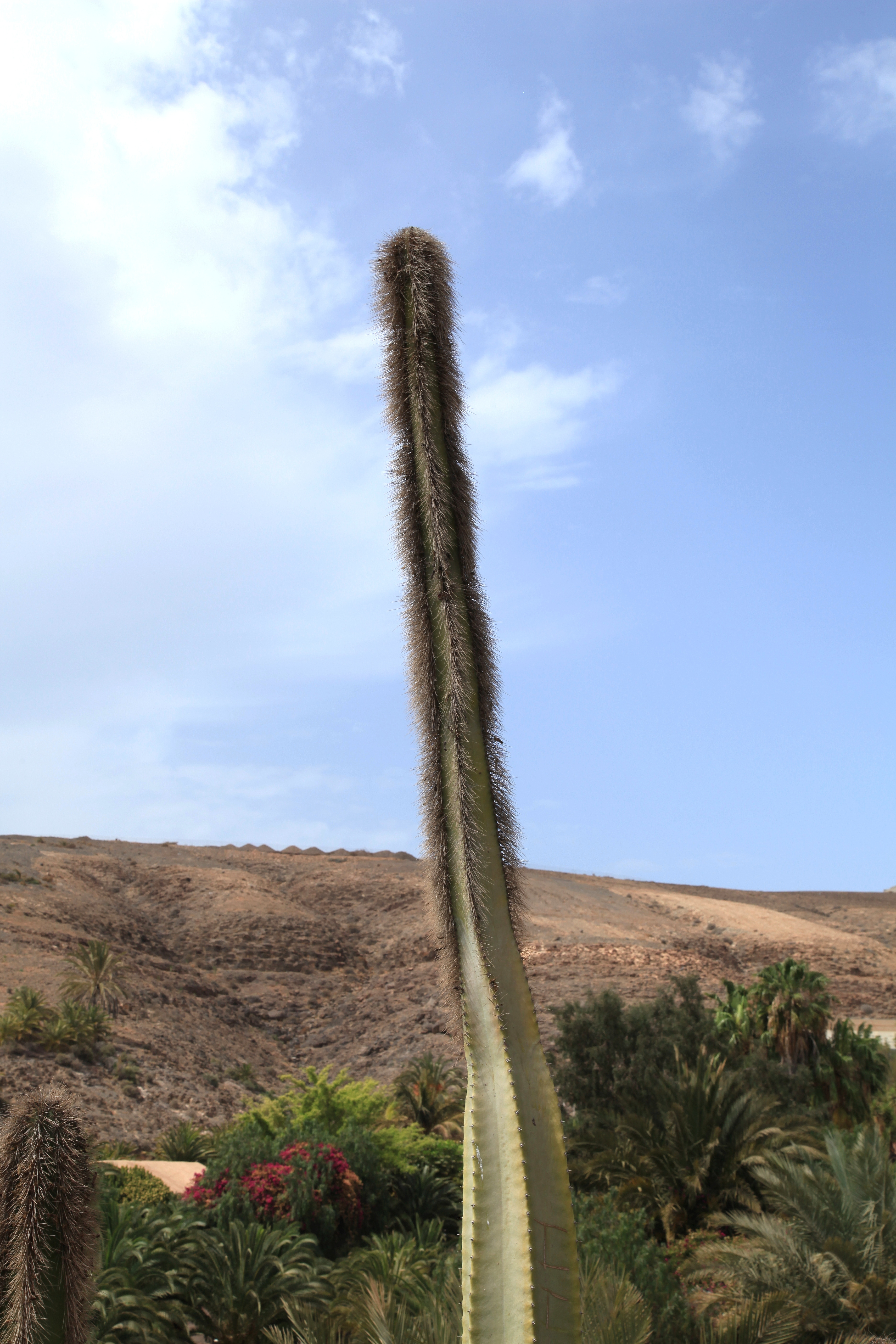
Псевдоцефалий '

Род кустарниковых, колонновидных и безствольных кактусов включает три вида: Lophocereus schottii, Lophocereus marginatus и Lophocereus gatesii. Эти растения характеризуются густым ветвлением, которое начинается от основания. Имеют хорошо выраженные ребра и немногочисленные, короткие и прочные колючки.
У растения Lophocereus schottii псевдоцефалии располагаются на репродуктивных стеблях и очень удлиненные. Они имеют многочисленные длинные гибкие колючки, которые напоминают скребковые щетки. Цветки этого вида являются ночными, самобесплодными и воронкообразными. Они могут быть от беловатых до ярко-розовых и имеют неприятный запах. Цветки опыляются огневкой (Upiga virescens). Плоды Lophocereus schottii имеют шаровидную или яйцевидную форму, голые и интенсивно-красные с красной мякотью. У основания плодов видны остатки высохшего околоцветника. Семена этого вида крупные, мелкосетчатые, блестящие и черные.
Lophocereus marginatus также имеет псевдоцефалии на репродуктивных стеблях, но они слабоветвящиеся. В отличие от Lophocereus schottii, псевдоцефалии Lophocereus marginatus обладают более колючими и щетинистыми цветоносными ареолами. Цветки этого вида являются дневными и открываются ночью. Они имеют трубчатую форму и щетинковидную структуру. Цветки могут быть зеленовато-белыми, от желтоватых до розовых. Lophocereus marginatus опыляются днем колибри (Amazilia violiceps, Cynanthus iatirostris и Cynanthus sordidus) и летучими мышами (Choeronycteris mexicana, Leptonycteris curasoae и Leptonycteris nivalis), а также ночью Sphingideae. Плоды этого вида имеют шаровидную форму с бугорчатой шелковистой поверхностью. Они красные с желтым оттенком и являются съедобными. Внутри плодов находится красная, желтая или оранжевая мякоть. Семена Lophocereus marginatus также блестящие и черные.

## Распространение
Природный ареал — Мексика (Нижняя Калифорния, Колима, Гуанахуато, Герреро, Идальго, Мичоакан, Морелос, Оахака, Пуэбла, Керетаро, Сан-Луис-Потоси, Синалоа, Сонора) и США (Аризона). Интродуцирован в Камбодже, Испании и на Канарских островах.
Представителей рода можно встретить в пустыне Сонора на различных типах местности, включая аллювиальные равнины, дюны, подножия каменистых холмов, а также каменистые каньоны.

## Таксономия
Lophocereus Britton & Rose, первое описание в Contr. U.S. Natl. Herb. 12: 426 (1909).

### Синонимы
Гетеротипные (основанные на разных номенклатурных типах):
- Marginatocereus Backeb. (1942)

### Виды
Подтвержденные виды по данным сайта Plants of the World Online на 2023 год:
- Lophocereus gatesii M.E.Jones
- Lophocereus marginatus (DC.) S.Arias & Terrazas
- Lophocereus schottii (Engelm.) Britton & Rose